# 22號染色體
人類的22號染色體是23對染色體的其中之一，人體細胞在正常狀況下擁有一對。此染色體是第二小的人類染色體，擁有大約4900萬個鹼基對，佔細胞中DNA數量的1.5%到2%。
22號染色體是在1999年宣布定序完成，為人類基因組計畫中第一條完全定序的染色體。根據估計，此染色體大約含有500到800個基因。

## 基因
以下是一部分屬於22號染色體的基因
| 基因座          | 基因   | 描述                                                  | 相關症狀        |
| 22q11.21        | TBX1   | T-box 1                                               |                 |
| 22q11.21-q11.23 | COMT   | 兒茶酚-O-甲基轉移酶 基因                              |                 |
| 22q12.1-q13.1   | NEFH   | neurofilament, heavy polypeptide 200kDa               |                 |
| 22q12.1         | CHEK2  | CHK2 checkpoint homolog (S. pombe)                    |                 |
| 22q12.2         | NF2    | neurofibromin 2                                       | 双侧听神经瘤    |
| 22q13           | SOX10  | SRY (sex determining region Y)-box 10                 |                 |
| 22q13.2         | EP300  | E1A binding protein p300                              |                 |
| 22q13.3         | WNT7B  | Wingless-type MMTV integration site family, member 7B |                 |
| 22q13.3         | SHANK3 | SH3 and multiple ankyrin repeat domains 3             | 22q13缺失综合征 |

## 相关疾病
下列疾病和22号染色体上的基因有关：
- 肌肉萎縮性側索硬化症
- 乳癌
- 22q11.2缺失综合征（22q11.2 deletion syndrome）
- 22q13缺失综合征（22q13 deletion syndrome）
- 李-佛美尼综合征
- 神经纤维瘤病Ⅱ型（Neurofibromatosis type 2）
- 鲁宾斯坦-泰比综合征（Rubinstein-Taybi syndrome）
- 瓦登伯革氏综合征（Waardenburg syndrome）
- 高铁血红蛋白症